# Francesco Rustici

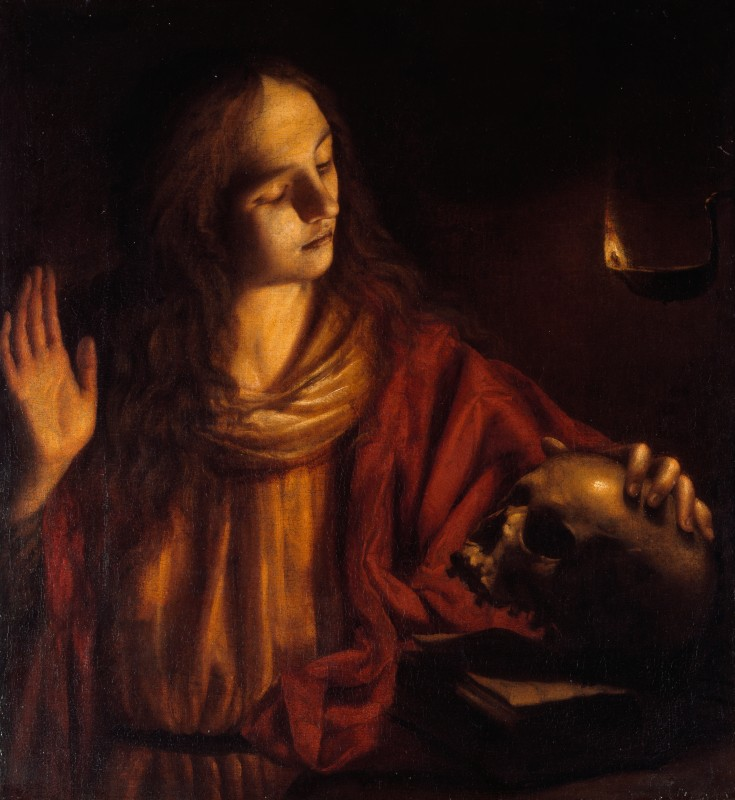
Francesco Rustici, La Maddalena

Francesco Rustici, auch Il Rustichino genannt, (* 1592 in Siena; † 1625 ebenda) war ein italienischer Maler.

## Leben
Seine Ausbildung erhielt er von seinem Vater Vincenzo Rustici. Seine Mutter war Pompilia Landi, die aus dem seneser Adel stammte. Getauft wurde er am 20. April 1592, sein Taufpate war der Maler Anselmo Carosi. Sein Großvater war Lorenzo Rustici, seine Onkel Cristoforo Rustici und Alessandro Casolani, sein Cousin Ilario Casolani. Er malte im Stil von Caravaggio, was ihm mit seinem Werk Tod der Lucretia einen Platz in der Sala dei Caravaggeschi in den Uffizien in Florenz einbrachte. Die größte zusammenhängende Sammlung seiner Bilder besitzt die Kollektion der Bank Monte dei Paschi di Siena, die im Palazzo Salimbeni fünf seiner Bilder ausstellt.

## Werke (Auswahl)

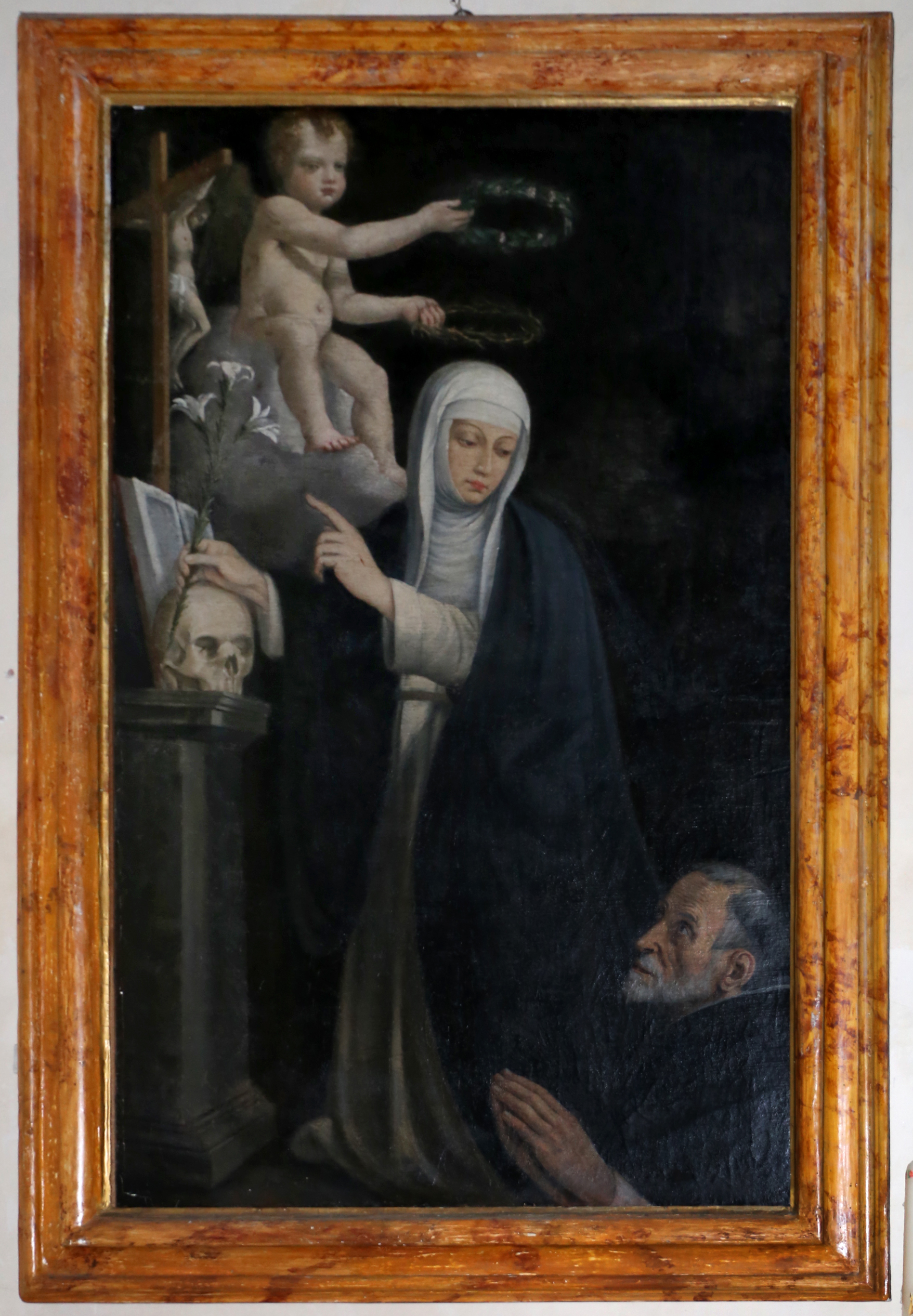
Santa Caterina da Siena e il Beato Raimondo, Basilica di San Domenico, Siena

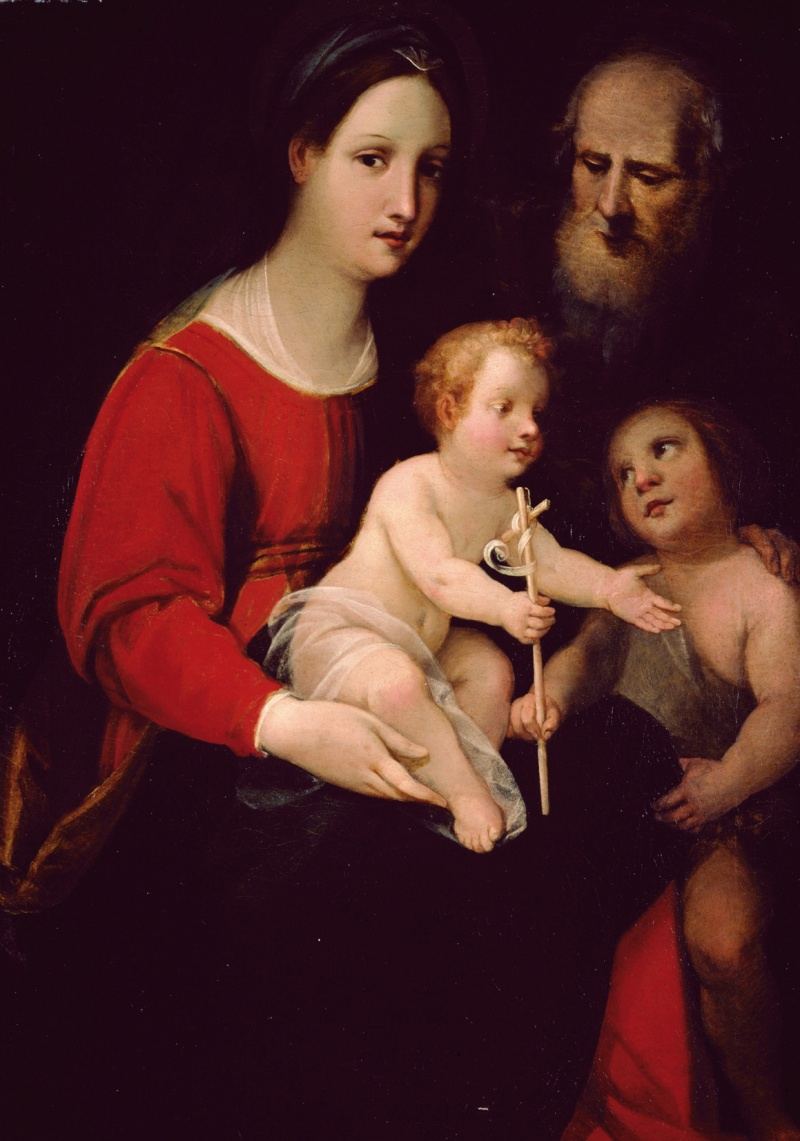
Heilige Familie mit dem Johannesknaben, Palazzo Salimbeni, Siena

- Verkündigung, Chiesa di Santa Maria di Provenzano, Siena
- Erscheinung der Madonna mit den Heiligen Bernhardin, Katharina von Siena, Johannes dem Evangelisten und Bartholomeus, Chiesa di San Pietro alle Scale, Siena
- Himmelfahrt Mariens mit den Heiligen Georg und Hyazinth, Sala Casella, Accademia Musicale Chigiana, Siena (Ölgemälde, 358 × 232 cm)[2]
- Taufe Christi, Dom von Siena, um 1616
- Der selige Ambrosius Sansedoni bittet für die Seelen im Fegefeuer, Basilica di San Domenico (Siena)
- Tempelreinigung, Palazzo Salimbeni, Siena (Ölgemälde, 120 × 152 cm)
- Der tote Christus, von einem Engel gestützt, Dom von Siena, Sakristei
- Weisheit und Vorsicht, Palazzo Salimbeni, Siena (Ölgemälde, ca. 1620, Seconda sala del Fondaco, 133 × 160 cm)
- Madonna mit Kind und den beiden Sieneser Schutzheiligen Ansanus und Sabinus, Palazzo Arcivescovile, Siena
- Madonna mit Kind und den Heiligen Ansanus und Katharina, Chiesa di San Niccolò del Carmine, Siena
- Madonna mit Kind und den Heiligen Katharina von Siena und Bernhardin, Pinacoteca Nazionale di Siena, (Saal 36)
- Madonna mit Kind, dem Johannesknaben und dem Erzengel Michael, Palazzo Salimbeni, Siena (Ölgemälde, 117 × 88 cm)
- Madonna mit Kind, dem Johannesknaben und den Heiligen Katharina, Bernhardin und Franziskus, Cappella di Santa Maria Assunta, Sinalunga, Ortsteil L’Amorosa
- Madonna del Carmine, Chiesa di Santa Lucia, Sinalunga
- Tod der Lucretia, Uffizien, Florenz (Sala dei Caravaggeschi)
- Predigt Johannes des Täufers, um 1625, Museo dell’Opera, Dom von Siena
- Heilige Familie mit dem Johannesknaben, Palazzo Salimbeni, Siena (ca. 1610, Ölgemälde, 95 × 68,5 cm)
- Der heilige Karl Borromäus, Museo della Biccherne, Archivio di Stato (Staatsarchiv), Siena
- Der heilige Karl Borromäus im Gebet, Santa Maria della Scala (Sala di San Pio, entstammt der Kirche San Desiderio in Siena)
- Mystische Hochzeit der heiligen Katharina von Alexandrien mit dem Johannesknaben, Maria Magdalena und einem heiligen Bischof, Palazzo Salimbeni, Siena (Ölgemälde, 90 × 70 cm)
- Der heilige Sebastian, Palazzo Borghese, Rom